# Tostesjön, Skåne
Tostesjön är en sjö i Osby kommun i Skåne och ingår i Helge ås huvudavrinningsområde. Sjön har en area på 0,0341 kvadratkilometer och ligger 78,9 meter över havet.

## Delavrinningsområde
Tostesjön ingår i det delavrinningsområde (625006-138252) som SMHI kallar för Vid mätstation Skeingesjön. Medelhöjden är 87 meter över havet och ytan är 2,42 kvadratkilometer. Räknas de 77 avrinningsområdena uppströms in blir den ackumulerade arean 1 982,04 kvadratkilometer. Avrinningsområdets utflöde Helge å mynnar i havet. Avrinningsområdet består mestadels av skog (82 %). Avrinningsområdet har 0,07 kvadratkilometer vattenytor vilket ger det en sjöprocent på 2,8 %.